# Chianciano Terme
Chianciano Terme ist eine italienische Gemeinde mit 6990 Einwohnern (Stand 31. Dezember 2023) in der Provinz Siena der Region Toskana.

## Geografie

Lage von Chianciano Terme in der Provinz Siena

Chianciano Terme liegt ca. 50 km südöstlich der Provinzhauptstadt Siena und 90 km südöstlich der Regionalhauptstadt Florenz zwischen den Tälern der Chiana und dem Val d’Orcia. Es liegt in der klimatischen Einordnung italienischer Gemeinden in der Zone E, 2 152 GG. Die Kirchen des Ortes gehören zum Bistum Montepulciano-Chiusi-Pienza.
Die Nachbargemeinden sind Chiusi, Montepulciano, Pienza und Sarteano.

## Geschichte
Die Gegend um die heutige Altstadt (Chianciano paese) wurde schon von den Etruskern besiedelt, später waren die Römer vor Ort. Beide Völker nutzten schon die warmen Wasser der Thermen, die südlich unweit von Chianciano liegen. Der Name entstand aus der Bezeichnung Cis Clanis (hinter dem Chiani, der heutigen Chiana). Erstmals dokumentiert wurde der Ort 1072. Ab dem 12. Jahrhundert unterstand der Chianciano den Grafen Manenti. Sie blieben Machthaber im Ort bis ins frühe 13. Jahrhundert, als die Republik Siena um 1230 die Burg der Manenti einnahm. Danach war der Ort freie Kommune im Territorium von Orvieto und wurde 1349 von Siena übernommen. Nach der Niederlage Sienas gegen Florenz 1555 gelangte der Ort wenig später ins Großherzogtum Toskana.
Die modernen Anlagen der Thermen entstanden ab 1915 und wurden in den 1950er und 1960er Jahren wesentlich erweitert.

## Sehenswürdigkeiten

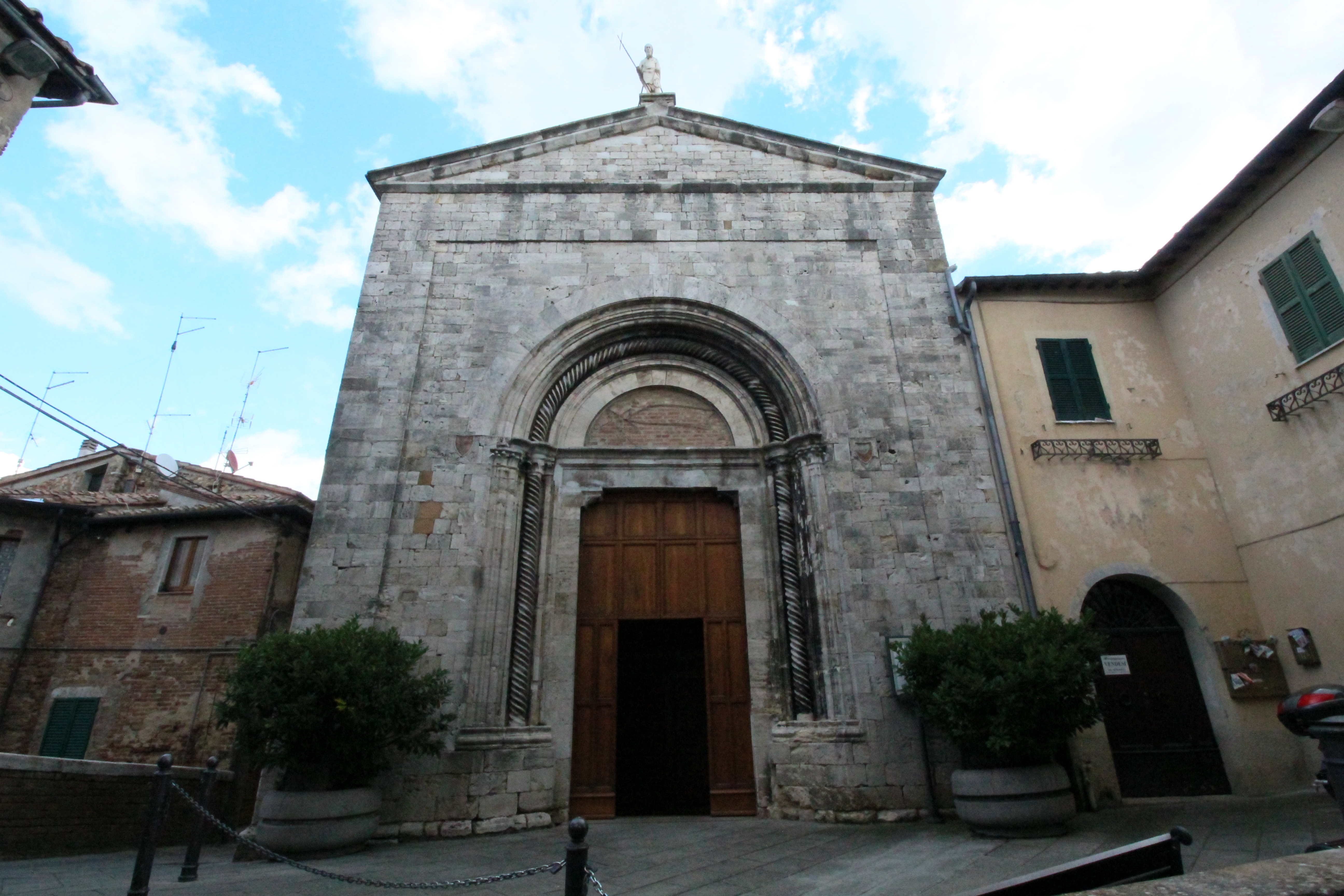
Collegiata di San Giovanni Battista

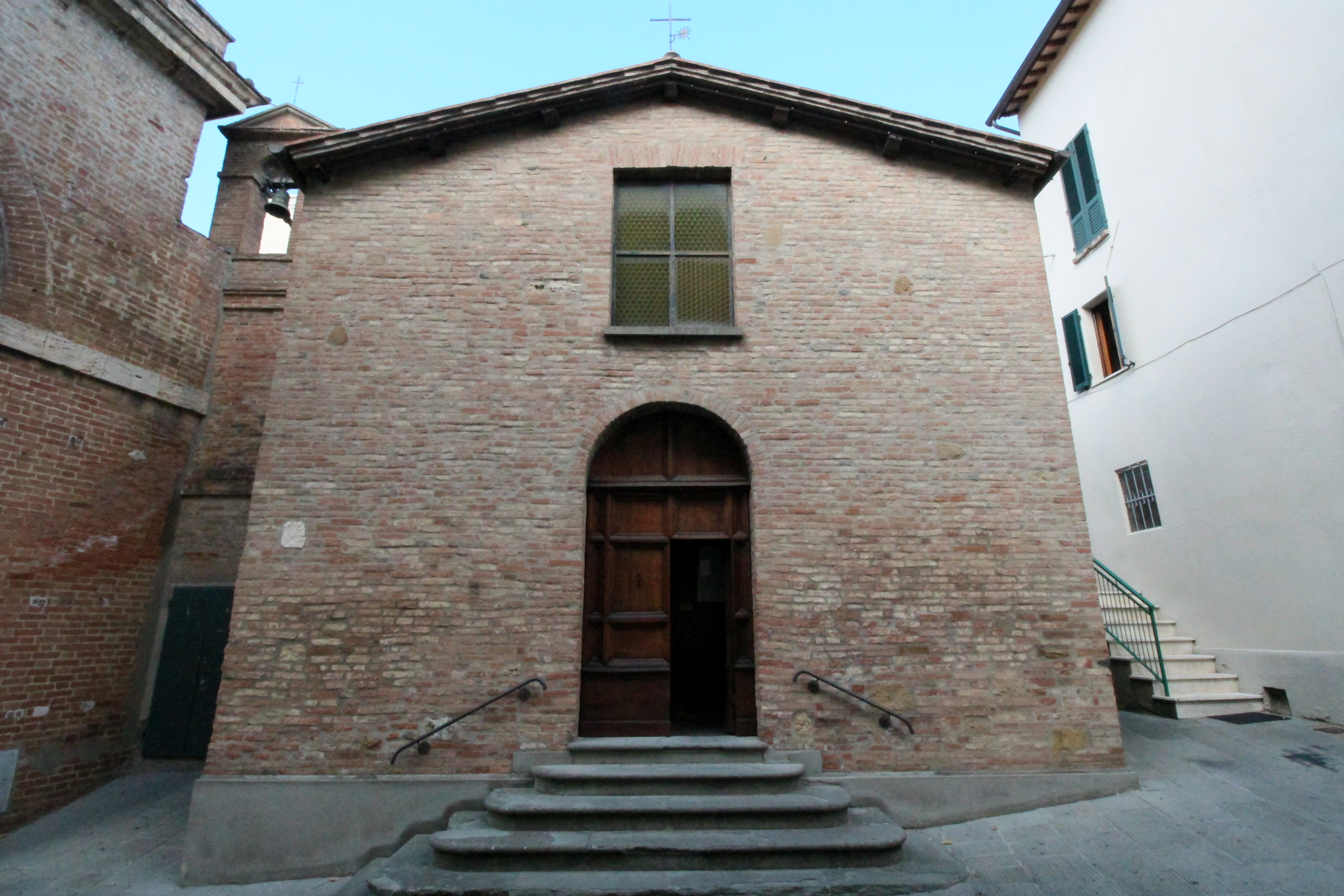
Chiesa dell’Immacolata

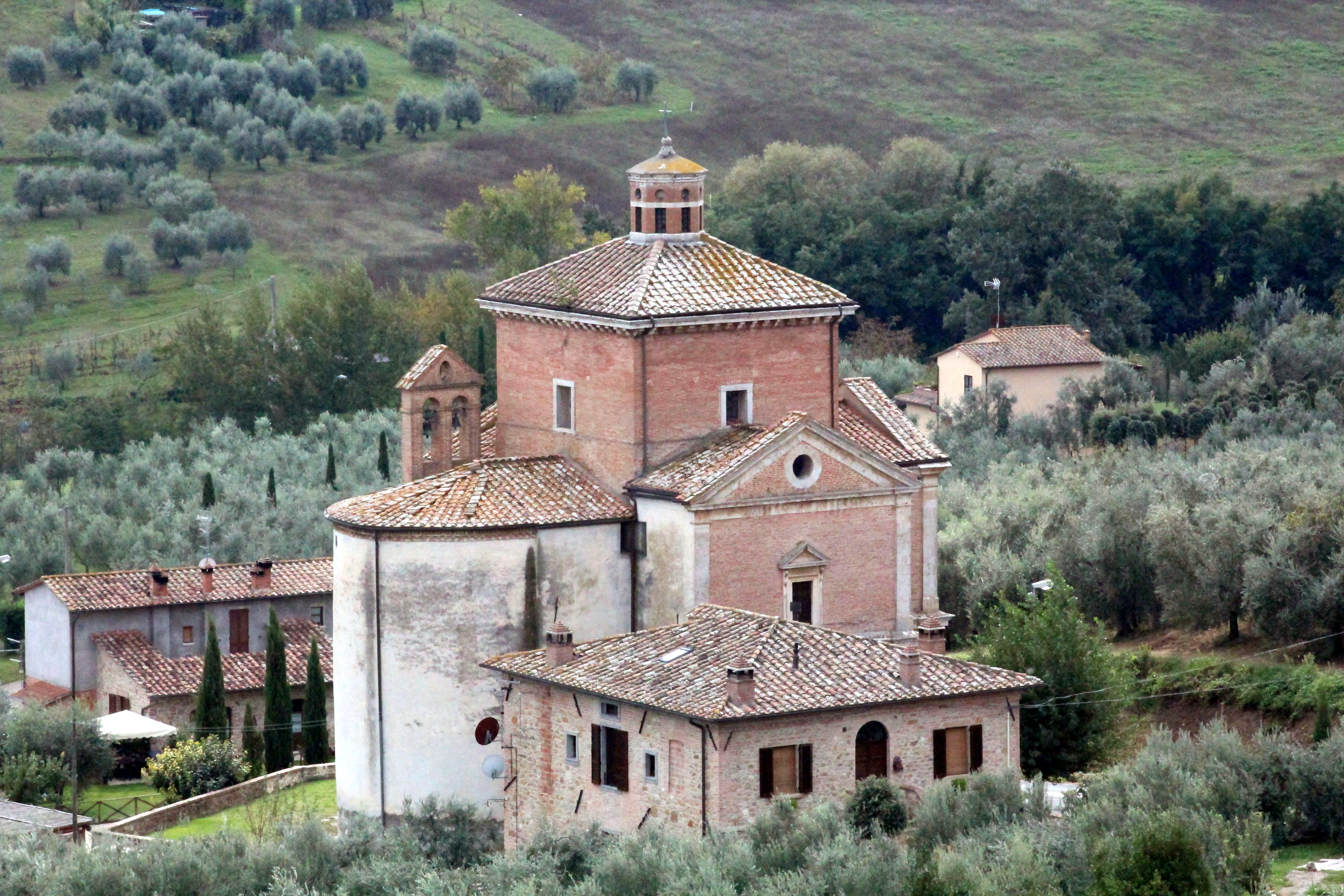
Madonna della Rosa

- Stadtmauern aus dem 13. Jahrhundert mit den Stadttoren Porta Rivellini (Haupttor, westliches Tor der Stadtmauern), Porta San Giovanni (nördliches Tor) und Porta del Sole (südliches Tor)[4]

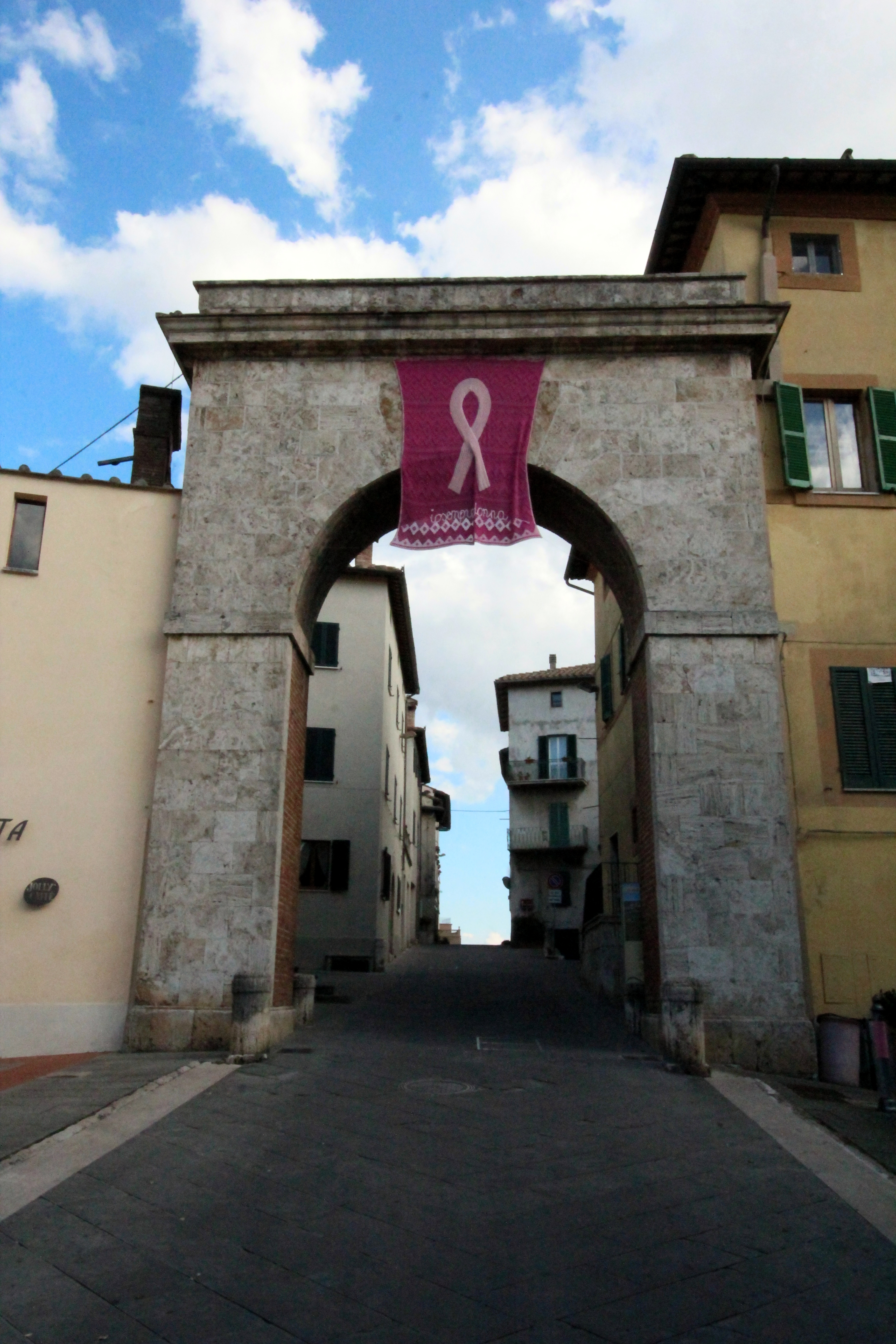
Porta Rivellini
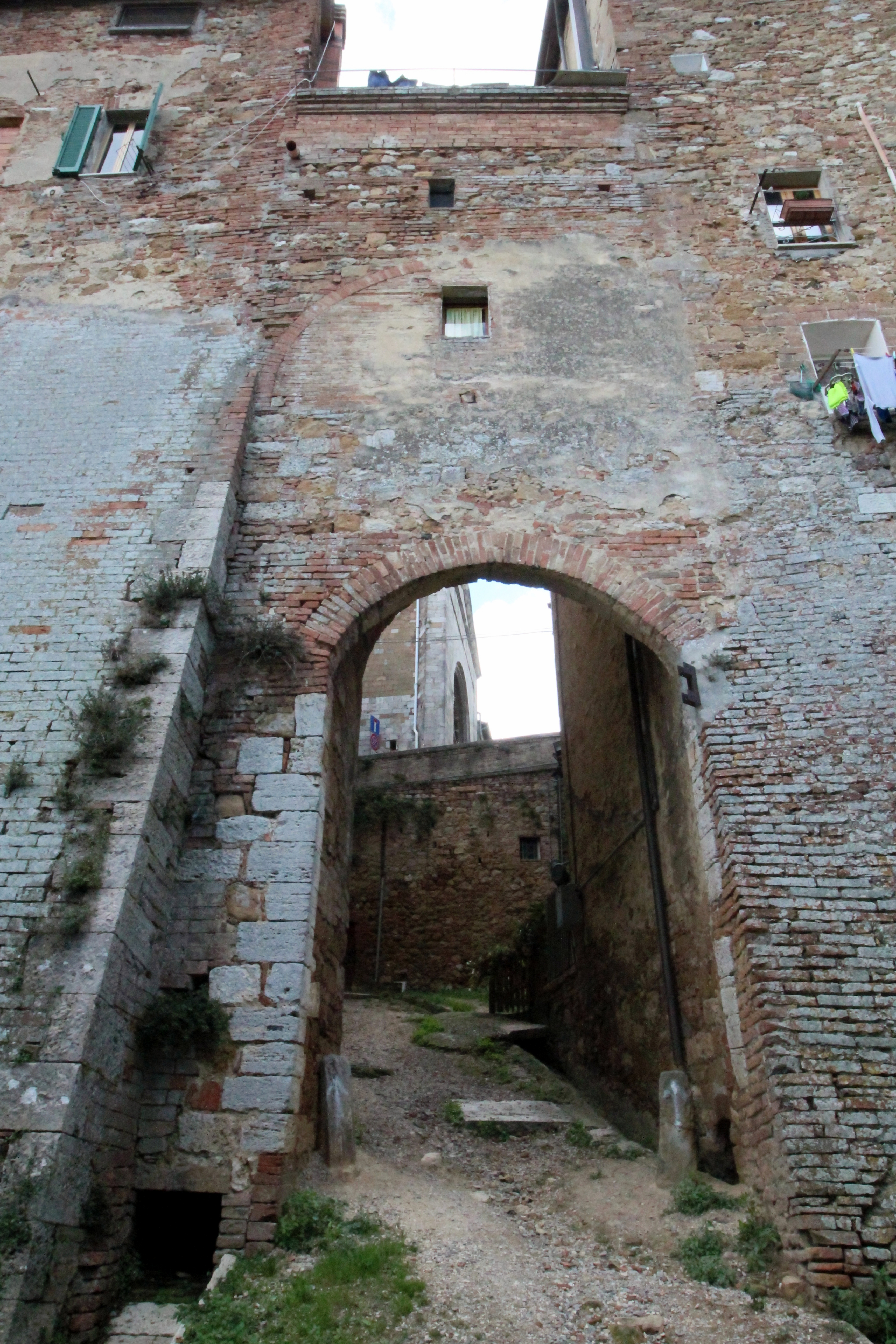
Porta San Giovanni
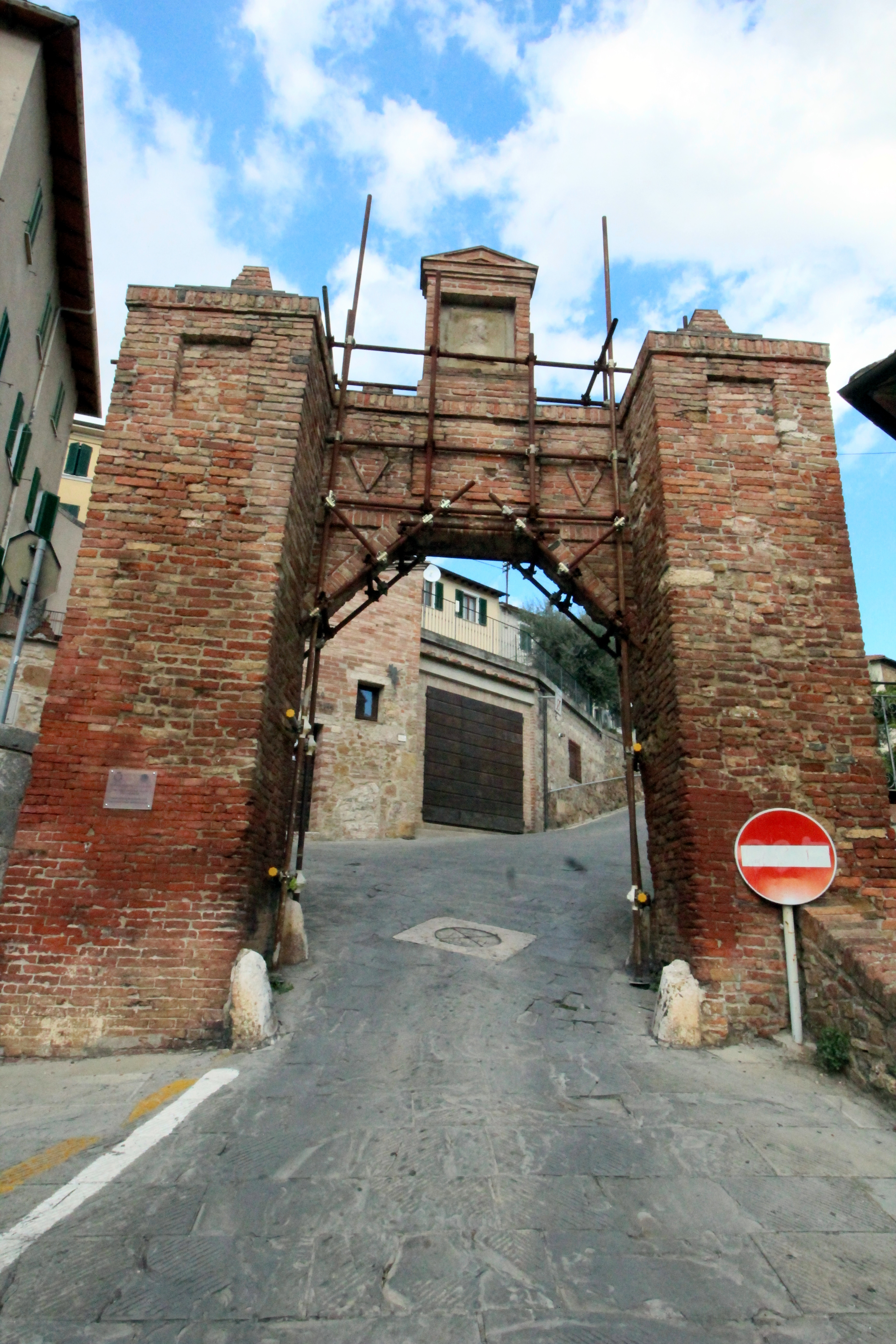
Porta del Sole
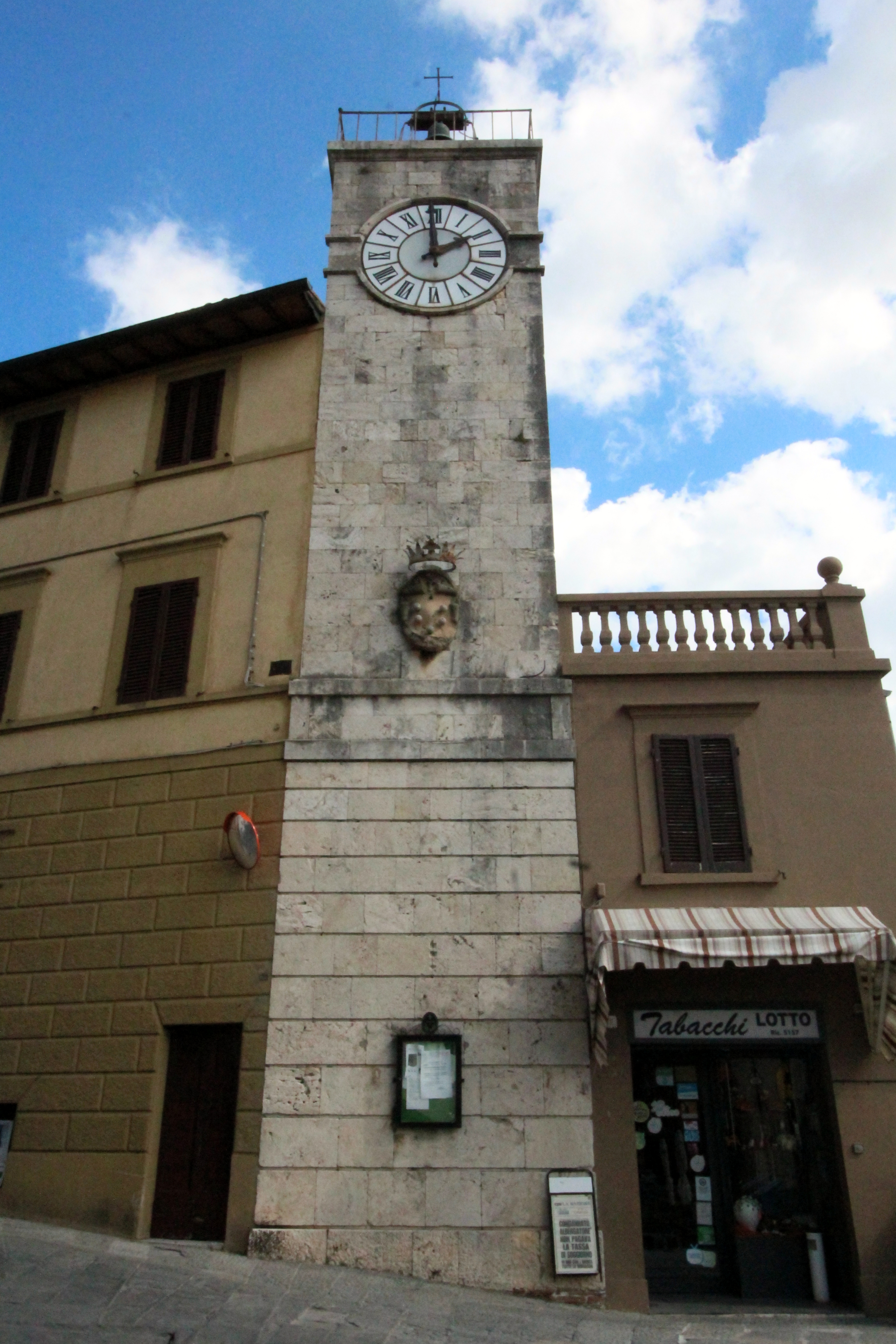
Torre dell’Orologio, der Uhrturm

- Die Collegiata di San Giovanni Battista ist eine 1229 entstandene Kirche in der Via Solferino (Altstadt von Chianciano). Die Fassade stammt aus dem späten 13. Jahrhundert. Seit 1674 trägt sie den Titel einer Collegiata und wurde von 1813 bis 1817 durch Luigi De Vegni erneuert und ausgebaut. Enthält das Fresko Presepe, das dem Rustichino zugeschrieben wird, sowie die Statue Cristo Morto von Giuseppe Paleari (1753).[3]
- Die Kirche Chiesa dell’Immacolata liegt in der Altstadt von Chianciao und wurde 1475 über den Mauern eines seit 1272 dokumentierten Krankenhauses errichtet, damals noch unter dem Namen Santa Maria della Stella. Im Konflikt von Siena mit Florenz wurde sie 1555 zerstört und 1580 unter dem Namen Chiesa della Morte wiederaufgebaut. 1958 erhielt sie den aktuellen Namen und enthielt das Fresko Madonna della Pace von Luca Signorelli (zugeschrieben, befindet sich heute im Museo della Collegiata).[3]
- Chiesa della Compania della Croce, im 16. Jahrhundert entstandene Kirche rechtsseitig der Collegiata in der Via della Croce, an der der Friedhof angeschlossen ist. Das Leinwandgemälde San Carlo Borromeo wird Bernardino Mei zugeschrieben.[3]
- Museo della Collegiata, befindet sich im Palazzo dell’Arcipretura in der Altstadt von Chianciano.[5]
- Chiesa dei Santi Fabiano e Sebastiano, 1476 entstandene Kirche an der heutigen Piazza Matteotti. War zwischen 1784 und 1800 inaktiv und ist heute in Privatbesitz.[3]
- Die Kirche Madonna della Rosa ist eine zwischen 1585[4] und 1599 errichtete Kirche nach Plänen von Baldassarre Lanci (1569 entworfen). Der Name entstammt dem Fresko Madonna che dona una Rosa al Bambino tra San Giovanni Battista e San Bartolomeo, Werk eines unbekannten Seneser Künstlers aus dem 15. Jahrhundert (Hochaltar).[3]
- Museo Civico Archeologico delle Acque, Archäologisches Museum in der Via Dante.[6]
- Museo d’arte di Chianciano, Kunstmuseum in der Viale della Libertà.[7]
- Sant’Antonio, ab 1933 begonnene Kirche nahe den Thermen. Wurde bis 1965 erweitert und erneuert.[3]
- Santa Maria della Stella, 1969 geweihte Kirche nahe den Thermen.[3]
- Villa Simoneschi, um 1830 erbaute Villa der Pacchierotti an der Via Dante.[8]

## Verkehr
Der Bahnhof Chiusi-Chianciano Terme liegt an der Schnellfahrstrecke Florenz–Rom, die Teil der Eisenbahnachse Berlin–Palermo ist. Zudem verbindet er Siena und Empoli mit dieser Strecke. Auch die Nachtzüge, die unter dem Namen ÖBB Nightjet von München bzw. Wien nach Rom fahren, halten in Chiusi-Chianciano Terme.
Der Ort besitzt die Autobahnanschlussstelle Chiusi-Chianciano Terme an der A1 (Autostrada del Sole).

## Städtepartnerschaften
Chianciano Terme unterhält seit 2000 eine Partnerschaft mit der tschechischen Stadt Marienbad.